# ImgBurn
ImgBurn – program komputerowy wyprodukowany przez firmę Lightning UK! służący do nagrywania płyt CD/DVD i Blu-ray pod kontrolą systemu Windows.

## Funkcje
- Obsługa szerokiej gamy formatów plików obrazów płyt CD/DVD, w tym BIN, CCD, CDI, CUE, DI, DVD, GI, IMG, ISO, MDS, NRG i PDI.
- Możliwość nagrywania płyt Audio CD z wszelkiego rodzaju plików obsługiwanych przez DirectShow/ACM, w tym AAC, APE, FLAC, M4A, MP3, MP4, MPC, OGG, PCM, WAV, WMA i WV.
- Zdolność do tworzenia płyt DVD Video (VIDEO_TS), HD DVD Video (HVDVD_TS) i Blu-ray Video (BDAV / BDMV).
- Obsługiwane systemy operacyjne: Windows 95, 98, Me, NT4, 2000, XP, 2003, Vista, 2008, 7 and 2008 R2. Oficjalnie obsługiwany przez emulator Wine[2].

## Podobne programy
- K3b dla systemów uniksopodobnych
- Brasero dla systemów uniksopodobnych
- CloneCD
- Alcohol 120%
- Xfburn